# Лю Фацин
Лю Фацин (кит.: 刘发庆, пиньинь: Лю Фа Цин, род. в июне 1964 года, Яньши, провинция Хэнань, КНР, ханьский китаец) — генерал-лейтенант Народно-освободительной армии Китая, член ЦК Коммунистической партии Китая 20-го созыва, кандидат в члены ЦК КПК 19-го созыва, глава Мобилизационного управления национальной обороны Центральной военной комиссии.

## Биография
Лю Фацин родился в июне 1964 года в уезде Яньши провинции Хэнань.
В октябре 1982 года вступил в Народно-освободительную армию Китая, где служил в ВВС, занимая должности командира отделения, командира роты, командира батальона, командира полка, командира 45-й воздушно-десантной дивизии. В течение двух лет обучался в Военной академии имени М. В. Фрунзе в России.
Лю принимал участие в более чем 10 крупных учениях, а также в ликвидации последствий чрезвычайных ситуаций природного и техногенного характера, в частности, наводнений 1998 года и Сычуаньского землетрясения.
В 2014 году он стал начальником штаба, в декабре того же года получил звание генерал-майора, а в 2015 году был назначен командующим 15-го воздушно-десантного корпуса Народно-освободительной армии. В марте 2017 года занял пост командующего Воздушно-десантным корпусом ВВС НОАК.
В октябре 2017 года стал делегатом XIX съезда КПК, в ходе которого избран кандидатом в члены ЦК ЦПК 19-го созыва.
В октябре 2018 года повышен до заместителя командующего армией, а в декабре 2019 года ему было присвоено звание генерал-лейтенанта.
В декабре 2021 года он был назначен главой Мобилизационного управления национальной обороны Центральной военной комиссии.
В начале 2022 года Лю был избран делегатом XX съезда Коммунистической партии Китая и членом ЦК КПК 20-го созыва.